# Sapingia bifurcata
Sapingia bifurcata är en insektsart som beskrevs av Nielson 1979. Sapingia bifurcata ingår i släktet Sapingia och familjen dvärgstritar. Inga underarter finns listade i Catalogue of Life.